# Strada Statale 40 di Resia
Die Strada Statale 40 di Resia (SS 40) ist eine italienische Staatsstraße, die 1928 festgelegt wurde. Auf Deutsch wird sie meist Reschenstraße oder Reschenpassstraße genannt. Sie nimmt an der SS 38 in Spondinig im Vinschgau ihren Anfang und verläuft durch den obersten Abschnitt des Etschtals, das Vinschger Oberland, bis zum Reschenpass, wo sich die Bundesstraße 180 (bis 1971 B187) nach Landeck anschließt. Sie geht zurück auf einen Teilabschnitt der 1923 festgelegten Strada nazionale 25. Ihre Länge beträgt 31 Kilometer. Weil die Straße zum Reschenpass führt, erhielt die SS 40 bei der Festlegung den namentlichen Titel di Resia.